# Cordia macuirensis
Cordia macuirensis là loài thực vật có hoa trong họ Mồ hôi. Loài này được Dugand & I.M.Johnst. mô tả khoa học đầu tiên năm 1955.